# Monaci studiti ucraini
I monaci studiti ucraini (in latino Monachi e Regula Studitarum) sono religiosi greco-cattolici ucraini: non costituiscono un ordine o una congregazione, ma seguono la tradizione canonica monastica delle Chiese cattoliche orientali; pospongono al loro nome la sigla M.S.U.

## Storia

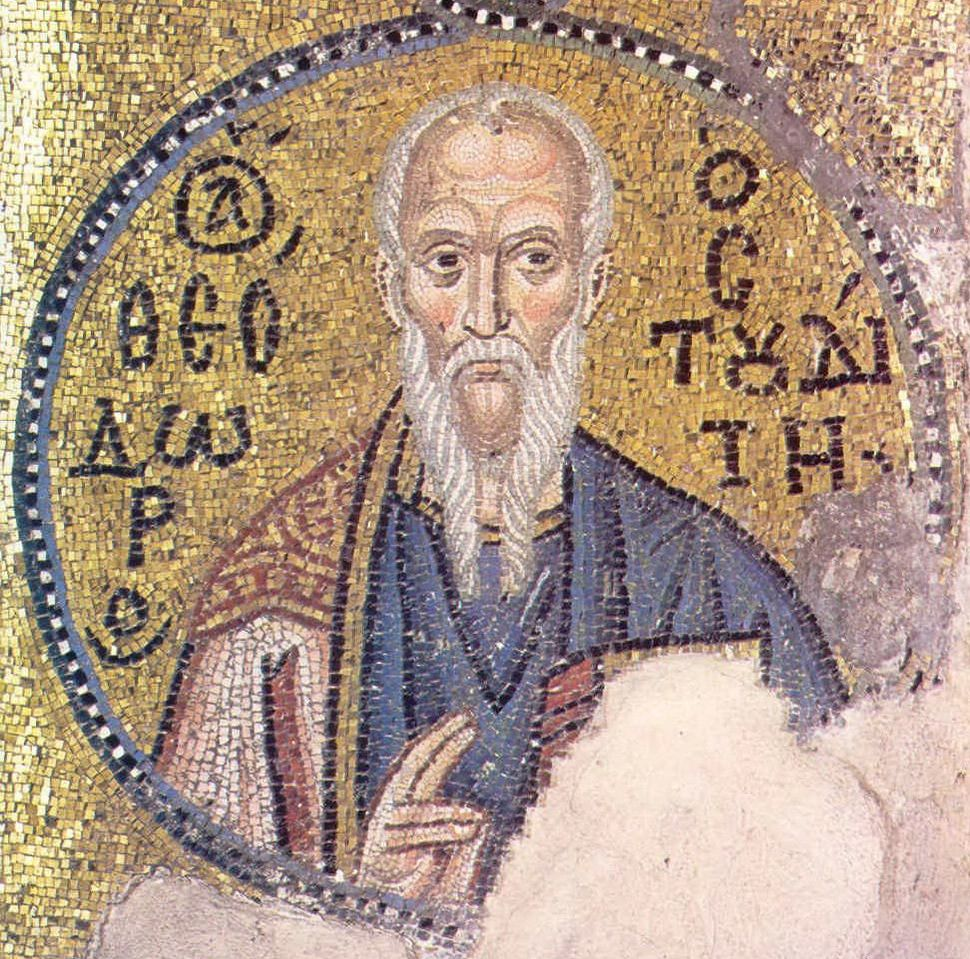
Teodoro Studita, ispiratore del monachesimo studita ucraino

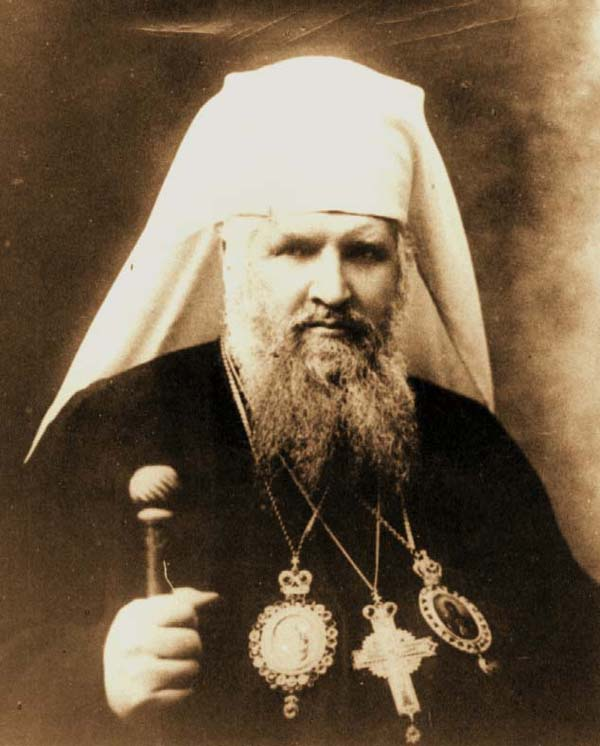
Andrej Szeptycki, rinnovatore del monachesimo studita in Ucraina

Il monachesimo studita ucraino si riallaccia spiritualmente alle istituzioni e alla regola di san Teodoro. Poco dopo la sua morte, le usanze da lui introdotte nel monastero costantinopolitano di Studion furono codificate nella Hypotyposis, della quale nell'XI secolo il patriarca Alessio fece una nuova redazione: tale regola cenobitica fu adottata da Teodosio di Pečers'k per il suo monastero nella Rus' di Kiev ed ebbe una diffusione nelle terre slave.
Agli inizi del XX secolo, il metropolita di Leopoli Andrej Szeptycki, desideroso di far rifiorire in Ucraina lo spirito del monachesimo orientale, volle rinnovare la tradizione studita nelle sue terre: avendo scoperto che nei villaggi di Oles'ko e Voltvyn alcuni uomini di umili origini si erano riuniti per condurre vita fraterna in comunità, li incoraggiò a perseverare nel loro intento e nel 1901 li invitò a trasferirsi a Vulka, presso Leopoli; la comunità crebbe rapidamente e Szeptycki donò ai religiosi un terreno a Sknyliv per erigervi un vero monastero.
Il Typikon della laura studita di Sant'Antonio fu approvato dall'episcopato ucraino durante la conferenza di Przemyśl del 1906.
Nel 1908 fu fondato un secondo monastero per le comunità ucraine in Bosnia.
I monaci di Sknyliv vennero dispersi durante la prima guerra mondiale. Szeptycki riunì i circa sessanta superstiti nella sua residenza di Univ, trasformata in monastero, dando inizio a un periodo di grande espansione per i monaci studiti: nuovi monasteri furono fondati a Zarvanycja, Leopoli, Luc'k, Dora e Florinka e furono stabilite delle stazioni missionarie tra gli ortodossi di Polesia e Podlachia.
Nel 1923 Szeptycki sottopose le costituzioni dei monaci studiti ucraini all'esame della Santa Sede, ottenendone una lettera laudatoria.
Il primo archimandrita degli studiti fu il metropolita Andrej Szeptycki, ma fu di fatto suo fratello Kazimierz a dirigere i monaci: compiuto il noviziato tra i benedettini di Beuron e nel monastero studita in Bosnia, studiò teologia a Innsbruck e fu ordinato ieromonaco nel 1915, prendendo il nome di Clemente; alla morte di Andrej (1944), Clemente gli succedette come archimandrita e governò gli studiti fino al 1956, quando morì prigioniero dei sovietici a Vladimir.
Dopo la seconda guerra mondiale i monaci studiti in Ucraina e nell'Unione sovietica furono dispersi. Un gruppo di monaci già prigionieri nei campi di lavoro nazisti in Germania, nel 1946 ripresero la vita comune a Buke, presso Paderborn, per poi trasferirsi nel 1949 nell'abbazia benedettina di Chevetogne, in Belgio: nel 1951 emigrarono in Canada e fondarono un monastero a Woodstock. Il cardinale Josyp Slipyj, nel 1964, fondò un nuovo monastero nei pressi di Grottaferrata e vi fece trasferire alcuni monaci da Woodstock.

## Attività e diffusione
I monaci si dedicano alla preghiera liturgica solenne, al lavoro intellettuale e manuale, determinato secondo i bisogni del monastero, e alla cura degli orfani.
Nel 1939 i monasteri studiti autonomi erano 8 ed esistevano anche 2 case dipendenti; il noviziato era presso il monastero di Univ. I religiosi erano 221 (18 postulanti, 86 arcari e 117 monaci, di cui 22 ieromonaci e 13 ierodiaconi).
Alla fine del 1994 i monasteri erano 2 (uno in Canada e uno in Italia) e i monaci 11, 8 dei quali sacerdoti.